# Киріром (національний парк)
Національний парк Киріром — національний парк в  Камбоджі. Розташований, в основному, на території округу Пномсруоть провінції Кампонгспі, невелика його частина розташована в сусідній провінції Кахконг

## Опис
Парк розташований в східній частині  Кардамонових гір, за 112 км від  Пномпеню осторонь від Національного шосе № 4, по дорозі на Сіануквіль.
Киріром міститься на висоті 675 м н.р.м. і є першим у Камбоджі офіційним національним парком.
У парку прокладено багато стежок через сосновий ліс, з великою кількістю маленьких озер і водоспадів; у недавньому минулому його використовували червоні кхмери як одну зі своїх баз..
В парку мешкають популяції різноманітних тварин, серед яких азійський слон, олень, гаур, бантенг, леопард, плямистий лінзанг, гібон, тигр.
Киріром є популярним місцем відпочинку містян з Пномпеню.

## Виноски
1. ↑  Kirirom National Park, Cambodia. Архів оригіналу за 17 листопада 2009. Процитовано 16 серпня 2014.
2. ↑   Forbes Andrew (2006). Insight Compact Guide: Cambodia, pp. 41. APA Publications and GeoCenter International Limited in association with The Discovery Channel ISBN 978-981-258-485-4
3. ↑  KampucheaLibre, 23 November 2006. Архів оригіналу за 20 липня 2011. Процитовано 16 серпня 2014.